# Kidd life
Kidd life er en dansk musikfilm fra 2012, der er instrueret af Andreas Johnsen.

## Handling
Fire drenge i begyndelsen af 20'erne, Kidd, TopGunn, Klumben og Eloq er venner og musikere. De følger ikke de gængse spilleregler og lever fra hånden til munden, mens de producerer deres eget musik og tror fuldt og fast på deres drømme om anerkendelse og berømmelse. Da de, for at tage røven på den etablerede musikbranche, uploader musikvideoen Kysset med Jamel på YouTube 1. marts 2011 kickstarter det en ny tilværelse for dem.